# Statens Teaterhøgskole
Statens Teaterhøgskole är en norsk teaterhögskola, upprättad i Oslo 1953 efter stortingsbeslut 1952. Högskolan är fyraårig med det tredje året som praktikår vid teatrarna. Den upptar årligen 10-12 elever efter samråd om antalet med Norsk Skuespillerforbund och Norsk Teaterlederforening.
Eleverna blir uttagna av en sakkunnig kommitté efter prov. Skolan undervisar i plastik, röstanvändning och fäktning, sång och dans, och dessutom i allmänbildande ämnen som norska, teater- och litteraturhistoria samt dramaturgi; det finns en särkurs i radio, tv och film.
Skolan fick sin egen instruktörslinje 1983 och ingår från 1996 i Kunsthøgskolen i Oslo.